# رطانة (السودان)
الرطانة كلمة تطلق في السودان على سائر اللغات غير العربية. والرطانة معناها الكلام غير المفهموم.مثل متميني أي شخص بدون فائده
وكندو: أي لا اعلم